# Râul Munteanul
Râul Munteanul este un curs de apă, afluent al râului Podobitu. 